# Álex Valle Gómez
Álex Valle Gómez (Badalona, 25 d'abril de 2004) és un futbolista català que juga com a lateral esquerre al Como 1907.

## Carrera de club
Nascut a Badalona, Catalunya, Valle es va incorporar a La Masia del FC Barcelona l'any 2014, procedent del CE Sant Gabriel. Va fer el seu debut com a sènior amb el filial el 19 de març de 2022, començant com a titular en una victòria a casa a la Primera Divisió RFEF per 2-1 davant la UE Cornellà.
L'1 de novembre de 2022, Valle va ser entre els suplents del partit de la UEFA Champions League del Barcelona contra el FC Viktoria Plzeň; va romandre sense utilitzar en una victòria a casa per 4-2. El 31 de gener següent, va renovar el seu contracte fins al 2025 i va ser cedit immediatament al FC Andorra de Segona Divisió per la resta de la temporada.
Valle va fer el seu debut com a professional el 3 de març de 2023, substituint Jacobo González en un empat 0-0 a casa contra la UD Las Palmas. El 14 d'agost, va ser cedit al Llevant UE de segona divisió per a la temporada 2023-24.
El 28 d'agost de 2024, Valle va ampliar el seu contracte amb el Barça fins al 2026, i va ser cedit al Celtic FC per un any. El 31 de gener de 2025, va ser cedit al Como 1907 a Itàlia, on va tenir com a entrenador l'exblaugrana Cesc Fàbregas. Al final de la temporada, el Como es va plantejar el seu fitxatge definitiu. El 3 de juny de 2025 el Como va pagar els 6 milions d'euros de la clàusula de rescissió, per fitxar el jugador de forma definitiva.

## Palmarès
Individual
- Equip del Torneig del Campionat d'Europa sub-19 de la UEFA: 2023[12]